# 오차 삼중체
수학에서 오차 삼중체(영어: Quintic threefold)는 4차원 사영 공간 {\displaystyle \mathbb {P} ^{4}}에서 오차 초곡면(즉, 여차원이 1)인 다형체이다. 비특이 오차 삼중체는 칼라비-야우 다양체도 된다.
비특이 오차 삼중체의 호지 다이아몬드는 다음과 같다.

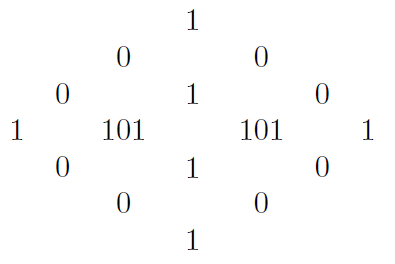

수학자 로베르튀스 데이크흐라프는 "모든 대수 기하학자가 알고 있는 숫자 중 하나는 2,875이다. 왜냐하면 분명히 그것은 오차 삼중체 안의 모든 직선들의 수이기 때문이다"라고 말했다.

## 정의
오차 삼중체는 {\displaystyle \mathbb {P} ^{4}}안의 {\displaystyle 5}차 사영 다형체이고, 칼라비-야우 다양체의 특별한 종류이다. 많은 예제가 {\displaystyle \mathbb {P} ^{4}}안의 초곡면 또는 {\displaystyle \mathbb {P} ^{4}}에 있는 완전 교차 또는 다른 다형체의 특이점을 해결하는 매끄러운 다형체로 구성된다. 집합으로서 칼라비-야우 다양체는 다음과 같다.{\displaystyle X=\{x=[x_{0}:x_{1}:x_{2}:x_{3}:x_{4}]\in \mathbb {CP} ^{4}:p(x)=0\}}{\displaystyle X=\{x=[x_{0}:x_{1}:x_{2}:x_{3}:x_{4}]\in \mathbb {CP} ^{4}:p(x)=0\}}여기서 {\displaystyle p(x)}는 {\displaystyle 5}차 동차 다항식이다. 가장 많이 연구된 예 중 하나는 다항식{\displaystyle p(x)=x_{0}^{5}+x_{1}^{5}+x_{2}^{5}+x_{3}^{5}+x_{4}^{5}}에서 나온 것이다. 이를 페르마 다항식이라고 한다. Adjunction 공식, 매끄러움 조건 등을 통해 이 다항식이 칼라비-야우 다양체이기도 함을 증명한다.

### P4안의 초곡면
동차 다항식 {\displaystyle f\in \Gamma (\mathbb {P} ^{4},{\mathcal {O}}(d))}이 (여기서 {\displaystyle {\mathcal {O}}(d)}는 초평면 선다발의 세르 꼬임이다.) 다음 대수에서 사영 다형체 또는 사영 스킴 {\displaystyle X}을 정의한다. {\displaystyle {\frac {k[x_{0},\ldots ,x_{4}]}{(f)}}}여기서 {\displaystyle k}는, 예를 들어, {\displaystyle \mathbb {C} } 같은 체이다. 그런 다음 표준 다발을 계산하기 위해 Adjunction 공식을 사용하여 다음을 얻는다.{\displaystyle {\begin{aligned}\Omega _{X}^{3}&=\omega _{X}\\&=\omega _{\mathbb {P} ^{4}}\otimes {\mathcal {O}}(d)\\&\cong {\mathcal {O}}(-(4+1))\otimes {\mathcal {O}}(d)\\&\cong {\mathcal {O}}(d-5)\end{aligned}}}따라서, 이 다형체가 칼라비-야우 다양체가 되려면, 자명한 표준 다발이 있음을 의미하며 그 차수는 {\displaystyle 5}이여야 한다. 추가로 이 다형체가 매끄러우면 칼라비-야우 다양체이다. 이는 다항식들{\displaystyle \partial _{0}f,\ldots ,\partial _{4}f}의 영점을 보고, 집합{\displaystyle \{x=[x_{0}:\cdots :x_{4}]|f(x)=\partial _{0}f(x)=\cdots =\partial _{4}f(x)=0\}}이 공집합임을 보면 확인할 수 있다.

## 예

### 페르마 오차 삼중체
칼라비-야우 다양체를 확인하는 가장 쉬운 예 중 하나는 다항식{\displaystyle f=x_{0}^{5}+x_{1}^{5}+x_{2}^{5}+x_{3}^{5}+x_{4}^{5}}의 영점 집합에 의해 정의되는 페르마 오차 삼중체에 의해 제공된다. {\displaystyle f}의 편도함수들은{\displaystyle {\begin{aligned}\partial _{0}f=5x_{0}^{4}\\\partial _{1}f=5x_{1}^{4}\\\partial _{2}f=5x_{2}^{4}\\\partial _{3}f=5x_{3}^{4}\\\partial _{4}f=5x_{4}^{4}\\\end{aligned}}}이고, 이 식들이 영이 되는 점들은 오직 {\displaystyle \mathbb {P} ^{4}}의 좌표축에 의해 주어지고, {\displaystyle [0:0:0:0:0]}은 {\displaystyle \mathbb {P} ^{4}}안의 점이 아니므로 영점 집합은 비어 있다.

#### 호지 추측의 시험장으로써
무한소로 일반화된 호지 추측이라는 어려운 문제가 오차 삼중체에 대한 경우 해결된다. 실제로 이 초곡면의 모든 직선은 명시적으로 찾을 수 있다.

### 오차 삼중체의 Dwork 족
다양한 맥락에서 연구되는 오차 삼중체의 또 다른 인기 있는 예는 Dwork 족이다. 그러한 족에 대한 유명한 연구 중 하나는 Candelas, De La Ossa, Green 및 Parkes가 거울 대칭을 발견했을 때이다. 이것은 족{\displaystyle f_{\psi }=x_{0}^{5}+x_{1}^{5}+x_{2}^{5}+x_{3}^{5}+x_{4}^{5}-5\psi x_{0}x_{1}x_{2}x_{3}x_{4}}에 의해 제공된다.페이지 123-125 여기서 {\displaystyle \psi }는 1의 5 제곱근이 아닌 단일 매개변수이다. 이는 {\displaystyle f_{\psi }}의 편도함수들의 근을 계산하여 찾을 수 있다. 편도함수들은 다음과 같이 주어진다:{\displaystyle {\begin{aligned}\partial _{0}f_{\psi }=5x_{0}^{4}-5\psi x_{1}x_{2}x_{3}x_{4}\\\partial _{1}f_{\psi }=5x_{1}^{4}-5\psi x_{0}x_{2}x_{3}x_{4}\\\partial _{2}f_{\psi }=5x_{2}^{4}-5\psi x_{0}x_{1}x_{3}x_{4}\\\partial _{3}f_{\psi }=5x_{3}^{4}-5\psi x_{0}x_{1}x_{2}x_{4}\\\partial _{4}f_{\psi }=5x_{4}^{4}-5\psi x_{0}x_{1}x_{2}x_{3}\\\end{aligned}}}편도함수가 모두 0인 점에서 이는 {\displaystyle x_{i}^{5}=\psi x_{0}x_{1}x_{2}x_{3}x_{4}} 관계를 제공한다. 예를 들어, {\displaystyle \partial _{0}f_{\psi }}에서 {\displaystyle 5}를 나누고 각 변에 {\displaystyle x_{0}}을 곱해서
{\displaystyle {\begin{aligned}5x_{0}^{4}&=5\psi x_{1}x_{2}x_{3}x_{4}\\x_{0}^{4}&=\psi x_{1}x_{2}x_{3}x_{4}\\x_{0}^{5}&=\psi x_{0}x_{1}x_{2}x_{3}x_{4}\end{aligned}}}를 얻는다. {\displaystyle x_{i}^{5}=\psi x_{0}x_{1}x_{2}x_{3}x_{4}}와 이러한 방정식 족을 곱함으로써 해가 {\displaystyle x_{i}=0} 또는 {\displaystyle \psi ^{5}=1}임을 보여주는 다음 등식을 얻는다.{\displaystyle \prod x_{i}^{5}=\psi ^{5}\prod x_{i}^{5}}그러나 첫 번째 경우에는 {\displaystyle f_{\psi }}로 변하는 항이 사라지기 때문에 특이점이 {\displaystyle \psi ^{5}=1}에 있어야하므로 매끄러운 영점 부분 집합을 제공한다. 주어진 그러한 {\displaystyle \psi }에 대해, 특이점은 다음과 같은 형태이다.{\displaystyle [\mu _{5}^{a_{0}}:\cdots :\mu _{5}^{a_{4}}]\;{\text{s.t.}}\;\mu _{5}^{\sum a_{i}}=\psi ^{-1}}
여기서 {\displaystyle \mu _{5}=e^{2\pi i/5}}. 예를 들어, 점{\displaystyle [\mu _{5}^{4}:\mu _{5}^{-1}:\mu _{5}^{-1}:\mu _{5}^{-1}:\mu _{5}^{-1}]}은 {\displaystyle f_{1}}과 그 이후의 편도함수 둘 다의 해다. 왜냐하면, {\displaystyle (\mu _{5}^{i})^{5}=(\mu _{5}^{5})^{i}=1^{i}=1}, 그리고 {\displaystyle \psi =1}이기 때문이다.

### 다른 예
- 바르트-니에토 오차 삼중체
- 콘사니-숄텐 오차 삼중체

## 오차 삼중체 안의 곡선
{\displaystyle 1}차 유리 곡선들의 수는 슈베르트 미적분을 사용하여 명시적으로 계산할 수 있다. {\displaystyle T^{*}}를 랭크 {\displaystyle 5} 벡터 공간의  {\displaystyle 2} -평면의 그라스마니안 {\displaystyle G(2,5)}의 랭크 {\displaystyle 2} 벡터 다발이라 하자. {\displaystyle G(2,5)}를 {\displaystyle \mathbb {G} (1,4)}로 사영하면 {\displaystyle \mathbb {P} ^{4}} 안의 1차 사영 그라스마니안 직선이다. 그리고 {\displaystyle T^{*}}는 이 사영 그라스마니안의 벡터 다발로 내려간다. 이의 총 천 특성류는 저우 환 {\displaystyle A^{\bullet }(\mathbb {G} (1,4))} 안에서 다음과 같다.{\displaystyle c(T^{*})=1+\sigma _{1}+\sigma _{1,1}}이제, 이 다발의 단면 {\displaystyle l\in \Gamma (\mathbb {G} (1,4),T^{*})}은 선형 동차 다항식 {\displaystyle {\tilde {l}}\in \Gamma (\mathbb {P} ^{4},{\mathcal {O}}(1))}에 대응한다.  그래서, {\displaystyle {\text{Sym}}^{5}(T^{*})}의 단면은 {\displaystyle \Gamma (\mathbb {P} ^{4},{\mathcal {O}}(5))}의 단면인 오차 다항식에 대응 한다. 그러면, 오차 삼중체에 놓인 직선들의 수를 구하려면, 이 적분{\displaystyle \int _{\mathbb {G} (1,4)}c({\text{Sym}}^{5}(T^{*}))=2875}을 계산하는 것으로 충분하다.이는 분할 원리를 사용하여 수행할 수 있다. 왜냐하면{\displaystyle {\begin{aligned}c(T^{*})&=(1+\alpha )(1+\beta )\\&=1+(\alpha +\beta )+\alpha \beta \end{aligned}}}그리고 {\displaystyle 2}차원 벡터 공간 {\displaystyle V=V_{1}\oplus V_{2}}의 경우,{\displaystyle {\text{Sym}}^{5}(V)=\bigoplus _{i=0}^{5}(V_{1}^{\otimes 5-i}\otimes V_{2}^{\otimes i})}그래서 {\displaystyle {\text{Sym}}^{5}(T^{*})}의 총 천 특성류는 곱{\displaystyle c({\text{Sym}}^{5}(T^{*}))=\prod _{i=0}^{5}(1+(5-i)\alpha +i\beta )}으로 주어진다. 그러면 오일러 특성류 또는 최고차 특성류는 다음과 같다.{\displaystyle 5\alpha (4\alpha +\beta )(3\alpha +2\beta )(2\alpha +3\beta )(\alpha +4\beta )5\beta }이것을 원래의 천 특성류 측면에서 관계 {\displaystyle \sigma _{1,1}\cdot \sigma _{1}^{2}=\sigma _{2,2}}, {\displaystyle \sigma _{1,1}^{2}=\sigma _{2,2}}를 이용해서 확장하면 다음과 같다.{\displaystyle {\begin{aligned}c_{6}({\text{Sym}}^{5}(T^{*}))&=25\sigma _{1,1}(4\sigma _{1}^{2}+9\sigma _{1,1})(6\sigma _{1}^{2}+\sigma _{1,1})\\&=(100\sigma _{2,2}+225\sigma _{2,2})(6\sigma _{1}^{2}+\sigma _{1,1})\\&=325\sigma _{2,2}(6\sigma _{1}^{2}+\sigma _{1,1})\end{aligned}}}

### 유리 곡선
헤르베르트 클레멘스는 주어진 일반 오차 삼중체 안의 주어진 차수의 모든 유리 곡선들의 수는 유한하다고 추측하였다. (어떤 매끄럽지만 일반이 아닌(non-generic) 오차 삼중체는 무한한 직선 족을 내포하고 있다.) 셸던 카츠가 7차까지 이 추측이 성립함을 보였다. 그는 또한 모든 2차 유리 곡선의 수 609250를 계산 하였다. Philip Candelas, Xenia de la Ossa 등은 임의의 차수에 대한 유리 곡선들의 가상 수에 대한 일반적 공식을 추측하였고 Givental이 증명하였다. (가상 수가 실제 수와 같다는 것은 클레멘스의 추측의 증명에 달렸다. 현재까지 11차 유리 곡선까지 증명되었다. Cotterill (2012)). 일반 오차 삼중체 안의 차수별 유리 곡선들의 수는 다음 수열로 주어진다.
2875, 609250, 317206375, 242467530000, ... (OEIS의 수열 A076912).
일반 오차 삼중체는 칼라비-야우 삼중체이고 주어진 차수의 유리 곡선의 모듈라이 공간은 이산적이고 유한 집합(따라서 콤팩트)이므로 잘 정의된 도날드슨-토마스 불변량 ("가상 점 수")을 갖는다. 적어도 1차와 2차의 경우 이는 실제 점 수와 일치한다.

## 같이 보기
- 거울 대칭 가설
- 거울대칭(끈이론)
- 그로모프-위튼 불변량
- 야코비 이데알 - 호지 분해에 대한 명확한 기초를 제공한다.
- 변형 이론
- 호지 구조
- 슈베르트 미적분학 - 오차 삼중체의 직선들 수를 결정하는 방법